# الخراصين
الخرَّاصين أو (نقحرة: الفارسي) هي بلدية في منطقة بلنسية في إسبانيا.